# Tela de Amsler
A tela de Amsler, usada desde 1945, é uma grade de linhas horizontais e verticais usada para monitorar o campo de visão central de uma pessoa. A grade foi desenvolvida por Marc Amsler, um oftalmologista suíço. É uma ferramenta de diagnóstico que auxilia na detecção de distúrbios visuais causados por alterações na retina, especialmente a mácula (por exemplo, degeneração macular, membrana epiretinal), bem como do nervo óptico e do trato visual até o cérebro.

Uma tela de Amsler, vista por uma pessoa com visão normal.

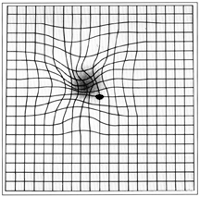
Uma tela de Amsler, vista por uma pessoa com degeneração macular relacionada à idade.

No teste, a pessoa fecha um dos olhos e fixa o pequeno ponto no centro da grade com o olho aberto. Depois repete o mesmo procedimento com o outro olho. Pacientes com doença macular podem ver linhas onduladas ou algumas linhas podem estar faltando.
A tela de Amsler pode ser fornecida por um oftalmologista ou um ortoptista e pode ser usada para testar a visão em casa.
A tela de Amsler original era em preto e branco. Uma versão nas cores azul e amarelo é mais sensível e pode ser usada para testar uma ampla variedade de anomalias do sistema visual, incluindo aquelas associadas com a retina, o nervo óptico e a glândula pituitária.